# Parupeneus trifasciatus
Parupeneus trifasciatus là một loài cá biển thuộc chi Parupeneus trong họ Cá phèn. Loài này được mô tả lần đầu tiên vào năm 1801.

## Từ nguyên
Từ định danh trifasciatus được ghép bởi hai âm tiết trong tiếng Latinh: tri ("ba") và fasciatus  ("có sọc"), vì hình minh họa của loài cá này cho thấy 3 sọc đen (sọc thứ ba đôi khi ở nửa trên cuống đuôi).

## Phân bố và môi trường sống
P. trifasciatus có phân bố rộng khắp Ấn Độ Dương, từ Đông Phi trải dài về phía đông đến nhóm đảo Thái Lan và Đông Nusa Tenggara, phía bắc đến biển Ả Rập, phía nam đến Nam Phi và các rạn san hô ngoài khơi bờ bắc Tây Úc. Những ghi nhận về loài này từ Thái Bình Dương khả năng là nhầm lẫn với các loài khác trong phức hợp (xem bên dưới).
P. trifasciatus sống trên ám tiêu quanh đầm phá và ngoài khơi ở độ sâu đến ít nhất là 80 m. Cá con thường được tìm thấy trên đới mặt bằng của rạn viền bờ, trong khi cá trưởng thành ưa sống ở vùng rạn có địa hình dốc đứng.

## Mô tả
Chiều dài cơ thể lớn nhất được ghi nhận ở P. trifasciatus là 35 cm. Cá có màu trắng hoặc đỏ nhạt, mặc dù đôi khi toàn thân có màu đỏ trừ cuống đuôi là màu trắng. Có hai sọc đen dưới các vây lưng: sọc thứ nhất rộng khoảng 4 hàng vảy, nằm dưới gốc vây lưng trước và nhọn dần khi kéo dài xuống vây ngực, còn sọc thứ hai nằm dưới nửa trước của vây lưng sau, đôi khi cũng xuất hiện sọc thứ ba trên cuống đuôi. Đầu màu xám hồng, có một dải màu sẫm kéo dài từ môi trên đến mắt, má và nắp mang có các đốm xanh lam viền vàng.
Số gai vây lưng: 8; Số tia vây lưng: 9; Số gai vây hậu môn: 1; Số tia vây hậu môn: 7; Số tia vây ngực: 15–16.

## Phân loại
P. trifasciatus tạo thành phức hợp loài với Parupeneus insularis (các đảo ở Trung Thái Bình Dương) và Parupeneus crassilabris (vùng Đông Ấn - Tây Thái Dương). Nhìn chung, có thể phân biệt được 3 loài này nhờ vào kiểu hình. P. trifasciatus không có đốm đen trên mắt như P. crassilabris, và hai sọc đen trên thân không dày như P. insularis.

## Sinh thái
P. trifasciatus thường sống đơn độc, đôi khi có thể hợp thành nhóm. Thức ăn của chúng bao gồm giáp xác và cá nhỏ hơn.

## Đánh bắt
P. trifasciatus được khai thác trong ngành đánh bắt cá phèn hỗn hợp.